# 빅 브라더 레코딩
빅 브라더 레코딩(Big Brother Recordings)는 크리에이션 레코드가 해체됨으로써, 오아시스가 설립한 음반 제작사이다. 2008년에 음반 판매로 인한 매출은 220억원으로 50억원을 배당으로 두 형제가 나눠가졌다.